# 飛刀
飛刀（英語：Knife throwing）是一門藝術、體育、戰鬥技能、或是不同的娛樂技術，涉及精通投擲刀具的艺术家、所投擲的武器和目標。在某些舞台表演當中，投刀手會將助手與目標（有時會被稱為“靶女”）綁在一起，並使拋出的刀子避過助手而命中目標。

## 基本原則
無論是在武術還是在體育的應用當中，飛刀都涉及相同的力学基本原理。每種情況以下的目的都是為了使得能以足夠的力從刀尖刺入目標。為了令這事得以達成，必須將精度、距離、轉數和身體主體位置都考慮在內。
如果投擲者使用旋轉技術，那麼刀子就會在飛行的過程中旋轉。這意味著，如果投擲者每次都是以相同的方式投擲，則必須為每種投擲類型選擇特定的距離，或更實際而言，對刀在手中的位置或投擲運動進行些微調整。可以進行的另一種調整是握刀的方式。如果在擲出時握住刀身，則使其旋轉一半圈；反之，如果將其握在握柄以上，則會旋轉一整圈。因此，如果投擲者估計他需要讓刀尖旋轉一個半圈才能擊中目標，那麼他就在投擲刀子時將其從刀身中握住；反之，如果他覺得，他需要讓刀尖作兩次完整旋轉才能首先命中目標，那麼他會握住刀子的握柄。
藉由更為複雜的無自轉投擲技術，投擲運動會盡可能地線性化，投出的過程中，食指在刀背上，甚至會使得刀子的旋轉速度進一步降低。拋出時無旋轉的話，那麼刀具在（先從刀尖）達到目標以前將不作任何旋轉或只轉用四分之一，但沒有自轉以下拋出的準確性不如飛行中自轉技術那麼穩定。刀子並不需要太鋒利，只要有刀尖，它就可以刺入目標。

## 運動

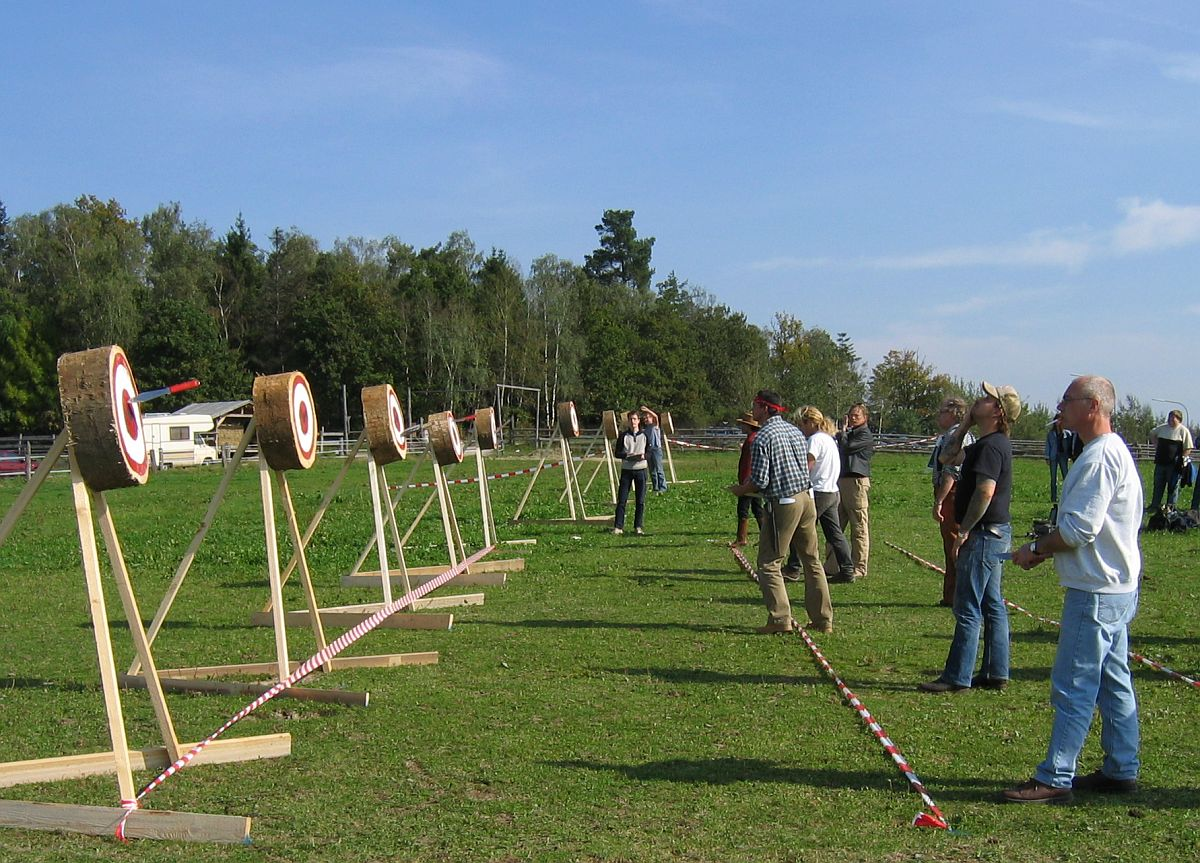
飛刀比賽

在美國和許多歐洲國家，有多個社區將飛刀視作是一項運動，類似於射箭。例如，在歐洲有30多個飛刀俱樂部。
比賽本身以最常見的形式包括一系列針對一組標準木製、或是某些情況下為泡沫塑料的標靶作直接投擲。與射箭的標靶類似的是，競賽用途的刀子擲出標靶以上、被一個或多個環包圍的靶心。能刺入的刀即得分。國際飛刀手名人堂（IKTHOF）會根據在這些贊助比賽當中的表現保存其成員的排名。歐洲飛刀手會維護著世界紀錄的名冊，並且為每場冠軍賽發布全部成績以及會議報告。

## 武術
儘管在19世紀後期，飛刀通過諸如玲玲兄弟與巴拿姆貝理馬戲團之類的巡迴表演在美國得到了
推廣，但是飛刀的歷史可以追溯到更遠的時代。飛刀的藝術首先被應用於武術或狩獵當中。它已被併入日本、非洲和美洲原住民部落的武術學科。在中非，它們被用作戰爭武器（水平投擲）以及用於禮儀用途。一般認為，在戰鬥當中投擲武器是一種風險。如果不成功，則會導致投擲者失去武器並為其攻擊對象“提供”武器。但在傳統上，許多戰士會同時攜帶兩把或是更多的武器。

## 流行文化
作為武術，飛刀在各國的小说、电影、电视剧、漫画、动画和电脑游戏裡幾乎無處不在，著名例子是：

### 歌劇
歌劇《刀之女王》於2010年5月7日在俄勒冈州波特蘭首映，講述了1960年代初在伯明翰發生的學生抗議活動當中，兄弟姐妹用刀子投擲的故事。

### 小說
- 《三国演义》：祝融夫人善使飛刀，百發百中。
- 《水浒传》：项充所使用兵器之一是飛刀。
- 《碧血剑》：溫方施以飛刀殺害溫儀。
- 《倚天屠龙记》：封弓影使用三十六柄飛刀。
- 《小李飛刀》系列：為「小李探花」李尋歡用於投擲的武器。
- 《Q版特工》：阿漆精通暗器，尤其飛刀。
- 《烈火青春》：神醫曲希瑞能以手術刀當飛刀使用。
- 《驚爆危機》：梅麗莎·毛用飛刀擊殺背叛的關濱部。
- 《奇諾之旅》：蒂／蒂法娜的武器之一是飛刀。
- 《Fate/Zero》：衛宮切嗣與言峰綺禮分別使用軍刀與黑鍵擲向對方。
- 《哈利·波特与死亡圣器》：貝拉·雷斯壯以飛刀殺害多比。
- 《機巧少女不會受傷》：自動人偶革魯賓的天使型態能夠操控飛刀攻擊敵人。
- 《平凡職業造就世界最強》：園部優花的天職為「投擲師」，可一次投擲多把飛刀。

### 電影
- 《飛刀手》：焦雷（楊志卿飾演）善用飛刀而有著「飛刀追魂」的稱號；而江湖豪俠楊青（羅烈飾演）也擅長投擲飛刀，並最終用以擊殺焦雷。
- 《燕娘》：林太守（李壽祺飾演）以飛刀突襲“鐵爪神君”王英（楊志卿飾演），被後者接下。
- 《鬼太监》：大太子朱錦曾使用飛刀刺中鬼太監桂德海的替身，而最後亦將一柄從天上落下的劍一腳踢向桂德海從而將其重創。
- 《俠士行》：飛刀王寇英（岳华飾演）藉飛刀為腳踏點逾牆逸去，以後亦藉以救下雪娘一命。
- 《战神滩》：飛刀高手冷平使用飛刀抵抗倭寇入侵。
- 《破戒》：潔蓮（茅瑛飾演）使用飛刀反殺仇大人以及重創趙才。
- 《雜技亡命隊》：土匪出身的軍人韓佩昌其中一名手下擅長飛刀，並用以重創楊大英，及後亦在倉庫用以對抗陳風等人。
- 《江湖奇兵》：“江湖第一飞刀手”萧俊、“美罗刹”罗青青和殺手凌小飛都曾使用飛刀。
- 《國產凌凌漆》：搶劫珠寶店事件，凌凌漆（周星馳飾演）以飛刀輕鬆擊殺湖南搶匪。
- 《黑客帝國》：崔妮蒂（Trinity，凱莉-安·摩絲飾演）以飛刀擲出M9刺刀擊中母體世界內的特警隊員。
- 《大逃殺（電影版）》及其3D版：在播放宣佈遊戲規則的影片期間，北野老師（北野武飾演）以飛刀擊中私下聊天的藤吉文世的頭部，殺害了她。
- 《十面埋伏》：唐代反官府組織飛刀門成員，包括假扮柳雲飛之女的歌妓小妹都擅長投擲飛刀。
- 《全城戒备》：設定為小李飛刀第27代傳人的李飛／Sunny（郭富城飾演）吸入二戰時期日軍遺下的有害生化氣體以後變得可精確投擲飛刀，並曾在800米以竹籤穿過玻璃命中劫持女警為人質的持槍匪徒的持槍手，以及最終戰以玻璃碎片重創本為奇藝表演團飛刀手、今變種人悍匪首領張大初（鄒兆龍飾演）。
- 《福爾摩斯2：詭影遊戲》：吉普賽算命師辛姆莎·海隆（Simza Heron，劳米·拉佩斯飾演）利用飛刀擊傷前來暗殺她的哥薩克殺手。
- 《007：大破天幕杀机》：占士邦（丹尼尔·克雷格飾演）以飛刀貫穿網絡恐怖分子洛烏·西法（哈維爾·巴登飾演）的胸膛，擊殺了他。
- 《金鋼狼：武士之戰》：矢志田真理子（おかもとたお，岡本多緒飾演）善用飛刀，並以該形式扔出金剛爪命中市朗的頭部。
- 《殺神John Wick 3》：約翰·維克（基努·里维斯飾演）於兵器博物館內用飛刀擊殺來襲的刺客。

### 漫畫
- 《鋼之鍊金術師》：馬斯·修茲遇襲時會把小刀當作飛刀攻擊較接近的敵人。
- 《Fate/kaleid liner 魔法少女☆伊莉雅》：克洛伊·馮·愛因茲貝倫基於Archer卡片，因而可使用戰技“鶴翼三連”投擲多對干將·莫邪。
- 《進擊的巨人》：里維·阿卡曼能藉立體機動裝置投擲拋棄刀片損傷巨人視力。
- 《魔物娘的同居日常》：殭屍型魔物娘十十擅長投擲飛刀。
- 《我的英雄學院》：八齋眾成員酒木泥泥以多把飛刀作武器。
- 《終末的女武神》：開膛手傑克能一次將十多把經過神器化的飛刀擲向赫拉克勒斯，並對後者造成一定的損傷。
- 《覺醒了垃圾技能自動機能~咦、工會挖角的人們不再對我說「不需要」了》：主角克勞斯·諾爾德爾在使用自動機能第4級「自動戰鬥」對抗大飛龍時，將從蓋恩·卡修奪來的S級武器龍殺劍、龍滅刀和龍鱗穿透者都擲穿三頭狀態的大飛龍的逆鱗，進而導致大飛龍的炎之吐息被堵在身體裡並引發殉爆（英语：Sympathetic detonation）。
- 《魔王城、有空房出租》：魔王巴爾托斯召喚刀子銀狼短劍擲向隱藏在魔王城牆壁的勇者西格納，被後者以啞鈴和兩指入白刃接下。

### 動畫
- 《降世神通：最後的氣宗》：梅擅長使用各種暗器，尤其是飛刀。
- 《地狱少女》：骨女擅長丟擲火燄纏繞的飛刀。
- 《Code Geass反叛的魯路修》：魯基亞諾·布蘭德利隨身攜帶數把飛刀當作武器。
- 《幻想玩偶》：戶取鏡的一具玩偶A.S.裝備的武器之一為飛刀。
- 《槍彈辯駁3 －The End of 希望峰學園－》：十六夜惣之助最擅長使用飛刀作暗器。

### 電子遊戲
- 《洛克人5 布魯斯的陷阱！？》：DWN.036螺旋人特殊武器為丟出螺旋槳型的刀片進行攻擊的「螺旋飛刀」。
- 《Soldat》：附屬武器選用戰術小刀時，可按拋棄鍵投擲。
- 《Fate/stay night》：Archer和衛宮士郎都能使用戰技“鶴翼三連”，投擲多對干將·莫邪打擊對手；言峰綺禮與Assassin（真）分別使用黑鍵與匕首擲向對方。
- 《惡魔城 蒼月十字架》：在關卡「詛咒的鐘塔」的主要反派是ゼファル，其中一個攻擊手段為投擲飛刀。
- 《絕地要塞2》：在“三合會更新”以後，偵察兵可獲得解鎖次要武器“斷頭血刃”，用大型切肉刀擲向對方。
- 《潛龍諜影4 愛國者之槍》：世外方舟成員吸血鬼的主要武器為飛刀。
- 及重製版：戰役模式之中，約翰·麥克塔維什負傷以下以飛刀擊殺了謝菲爾德將軍；聯機模式之中亦可使用。
- ：戰役模式之中，桑德曼「睡魔」為掩護普萊斯等人安全撤離而以飛刀擊殺一名「同心圓」恐怖分子；聯機模式之中亦可使用。
- 《孤岛惊魂4》：玩家可操縱主角阿傑·蓋勒使用飛刀作武器。
- 《刺客信条 编年史》：《中國篇》主角少芸的其中一款武裝是飛刀。
- 《刺客教條：梟雄》：雅各·弗萊與伊薇·弗萊都可使用飛刀。
- 《人中之龍6 生命詩篇。》：使用菜刀的廣瀨徹陷入困境時，會朝瓦斯管丟飛刀弄出破洞，並利用噴出來的瓦斯濃霧隱藏身影進行突襲。

## 資料來源
1. ↑  .   [6 June 2020]. （原始内容存档于2020-11-11）. （页面存档备份，存于）
2. ↑  .   [6 June 2020]. （原始内容存档于2020-11-08）. （页面存档备份，存于）
3. ↑  .   [6 June 2020]. （原始内容存档于2020-11-09）. （页面存档备份，存于）
4. ↑  .   [6 June 2020]. （原始内容存档于2020-11-24）. （页面存档备份，存于）
5. ↑  .   [3 April 2018]. （原始内容存档于2020-07-15）. （页面存档备份，存于）
6. ↑  .   [6 June 2020]. （原始内容存档于2021-04-27）. （页面存档备份，存于）
7. ↑  .   [6 June 2020]. （原始内容存档于2021-04-27）. （页面存档备份，存于）
8. ↑  施密特, 安妮特·M; 威斯特迪克, 彼得. . National Museum of Ethnology, Leiden, The Netherlands. 2006. ISBN 9054500077.
9. ↑  McQuillen, James, Opera review: "Portland's Vagabond Opera's 'Queen of Knives' is one sharp show" （页面存档备份，存于）, The Oregonian, May 11, 2010

## 外部連結

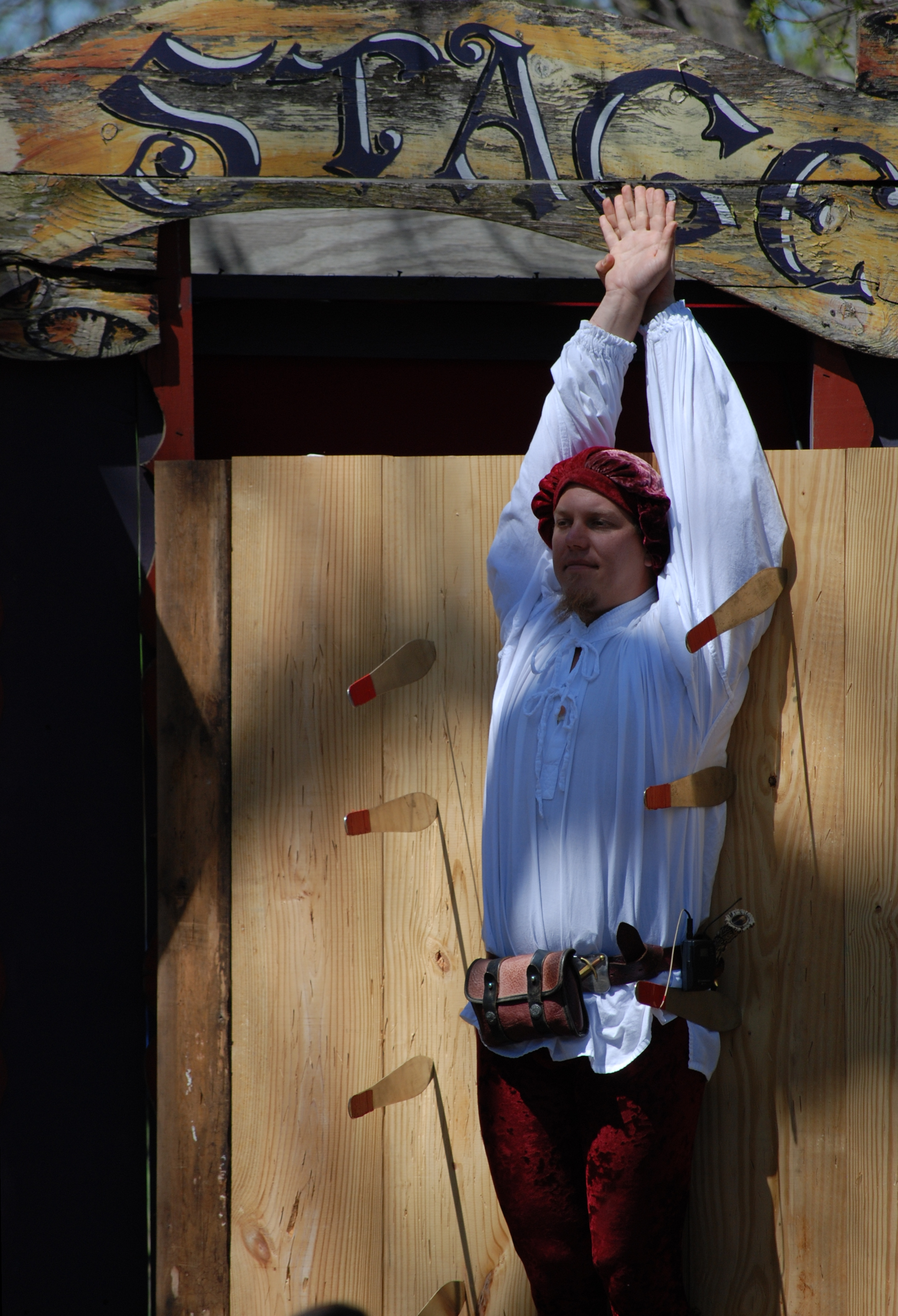
飛刀表演

- （英文）—Knife throwing techniques （页面存档备份，存于）
- （英文）—Start - Eurothrowers （页面存档备份，存于）
- （德文）—Technik des Messerwerfens （页面存档备份，存于）